# Les Griffes du lion
Pour les articles homonymes, voir Lion (homonymie).
Pour plus de détails, voir Fiche technique et Distribution.
Les Griffes du lion (Young Winston) est un film américano-britannique réalisé par Richard Attenborough, sorti en 1972. Le scenario est largement inspiré du livre autobiographique My Early Life de Winston Churchill et raconte la jeunesse du futur Premier Ministre britannique.

## Synopsis
En 1897, Winston Churchill, officier subalterne basé en Inde, est déterminé à se faire un nom et à devenir député. Il raconte des événements qui remontent à son enfance. Jeune garçon, il est envoyé dans un internat préparatoire mais y est malheureux et est renvoyé par ses parents après un châtiment corporel particulièrement vicieux de la part du directeur des lieux. Plus tard, lors de l'examen d'entrée à la Harrow School, Winston Churchill soumet une copie vierge. Le directeur James Welldon (en) voit cependant son potentiel et l'accepte. Un soir, il récite un long poème de 1000 vers lors d'une présentation à Harrow. Sa nounou vient l'écouter mais ses parents ne le font pas. Churchill la décrira plus tard comme la seule personne à ne jamais l'avoir laissé tomber.
Pendant ce temps, son père Lord Randolph détruit sa carrière en démissionnant de son poste de chancelier de l'Échiquier. Des médecins informent Lady Randolph que son mari est atteint d'une maladie incurable, qu'il mourra probablement dans cinq ou six ans.
Peu après, Winston Churchill accepte avec enthousiasme la suggestion de son père de s'engager dans l'armée. Son père avoue à sa mère qu'il estime que leur fils n'a selon lui pas l’intellect nécessaire pour l'université ou une carrière d'avocat. Après trois tentatives, Churchill est finalement accepté à l'Académie royale militaire de Sandhurst. Son père n'est cependant pas content car il termine septième en partant du bas de la classe et n'est éligible qu'à entrer dans la cavalerie. La maladie de Lord Randolph affecte fortement ses relations avec son fils

## Fiche technique
- Titre français : Les Griffes du lion
- Titre original : Young Winston
- Réalisation : Richard Attenborough, assisté de Brian W. Cook
- Scénario : Carl Foreman, d'après le livre de Winston Churchill, My Early Life : A Roving Commission
- Photographie : Gerry Turpin
- Cadreur : Ronnie Taylor
- Musique : Alfred Ralston
- Décors : Donald M. Ashton, Geoffrey Drake, John Graysmark et William Hutchinson
- Costumes : Anthony Mendleson
- Montage : Kevin Connor
- Production : Carl Foreman, Richard Attenborough (non crédité), Hugh French (non crédité) et Harold Buck
- Société de production : Open Road Films
- Distribution : Columbia Pictures (États-Unis), Columbia-Warner Distributors (Royaume-Uni)
- Pays de production :  Royaume-Uni,  États-Unis
- Format : Couleur (Eastmancolor) - 2,35:1
- Genres : drame biographique, aventures, guerre
- Durée : 157 minutes
- Date de sortie :
  - Royaume-Uni : 20 juillet 1972 (première à Londres) ; 21 juillet 1972
  - États-Unis : 10 octobre 1972 (New York)
  - France : 1er juin 1973
- Affiche : Georges Kerfyser (France)

## Distribution
- Robert Shaw (VF : Jean-Louis Jemma) : Lord Randolph Churchill
- Anne Bancroft (VF : Nadine Alari) : Lady Jennie Churchill
- Simon Ward (VF : Bernard Murat) : Winston Churchill
- Jack Hawkins : James Welldon (en)
- Ian Holm : George Earle Buckle (en)
- Anthony Hopkins (VF : Marc de Georgi) : David Lloyd George
- Patrick Magee : le général Bindon Blood (en)
- Edward Woodward (VF : Marc Cassot) : le commandant Aylmer Haldane (en)
- John Mills (VF : Bernard Dhéran) : le général Kitchener
- Peter Cellier (VF : Philippe Mareuil) : le commandant du 35e sikhs
- Jane Seymour : Pamela Plowden
- Robert Flemyng (VF : Gabriel Cattand) : le docteur Buzzard
- Richard Leech (VF : François Chaumette) : M. Moore
- George Mikell : Field Cornet
- Pat Heywood (VF : Marie Francey) : Elizabeth Everest (en)
- Laurence Naismith (VF : Claude Dasset) : Lord Salisbury
- Robert Hardy (VF : Bernard Dhéran) : le directeur de l'école
- Edward Burnham (VF : Albert Augier) : le député Henry Labouchere
- Colin Blakely (VF : Jacques Balutin) : le boucher
- Clive Morton (VF : Henri Crémieux) : le docteur Robson Roose
- Basil Dignam (VF : Yves Brainville) : Joseph Chamberlain
- Patrick Holt (VF : Henri Crémieux) : le colonel Martin
- Maurice Roëves (VF : Jean-Louis Jemma) : le sergent-major Brockles
- John Woodvine (VF : Marc Cassot) : John Howard, le directeur de la mine
- Dino Shafeek (VF : Gérard Hernandez) : le soldat Sikh
- Pippa Steel : Clementine Hozier
- Jeremy Child : Austen Chamberlain
- Henri Virlojeux : le narrateur

## Distinctions
- Le film fut nommé trois fois aux Oscars 1973, pour les décors, les costumes, et le meilleur scénario adapté.
- Le film fut nommé six fois aux BAFTA Awards 1973, et reçut le prix pour les costumes (Anthony Mendleson).
- Le film fut nommé deux fois aux Golden Globes 1973, et reçut le prix du meilleur film étranger de langue anglaise.

### Vidéographie
- zone 2 : Les Griffes du lion (Young Winston), Sony Pictures Home Entertainment, 2007,  (EAN 8-712609-675207) — En supplément de l'édition : les documentaires : Naissance d'un héros de la patrie et Les Griffes du lion: Pensées du réalisateur